# Euxestidae
Euxestidae – rodzina chrząszczy z podrzędu wielożernych, serii (infrarzędu) Cucujiformia i nadrodziny biedronek.
Takson ten wyróżnił jako pierwszy Antoine Henri Grouvelle w 1908 roku jako podrodzinę Euxestinae z rodziny Cerylonidae. W 2015 roku James Robertson i współpracownicy na podstawie wielkoskalowej analizy z zakresu filogenetyki molekularnej wynieśli tę podrodzinę do rangi osobnej rodziny w obrębie nowej nadrodziny Coccinelloidea.
Chrząszcze te mają ciało szerokoowalne do podługowatego, tylko u Metacerylon wydłużone. Na głowie rowki podczułkowe sięgają do połowy długości oka lub dalej. W szkielecie wewnętrznym głowy corpotentorium wyposażone jest w wyrostek środkowy. Panewki bioder środkowej pary odnóży są od zewnątrz zamknięte. Tylne skrzydła mają płatek analny. Golenie przednich odnóży o zbliżonej długości ostrogach i pokryte szczecinkami, tylko u Metacerylon neotropicalis kolcami. Wszystkie stopy są czteroczłonowe. Pierwszy wentryt odwłoka ma linie tworzy szeroki wyrostek międzybiodrowy o ściętym lub kanciastym wierzchołku. Na odwłoku znajduje się siedem par przetchlinek. Samiec ma asymetryczną fallobazę, słabo zaznaczone paramery oraz długie, zesklerotyzowane prącie.
Larwy mają prognatyczną głowę z wolną wargą górną i dwoma parami oczek lub bezoką. Długie, trójczłonowe czułki opatrzone są narządem zmysłowym dłuższym od ich końcowego członu. Żuwaczki mają dobrze rozwinięte mole, dodatkowy wyrostek po stronie brzusznej, za to pozbawione są prosteki. Grzbietowe części tułowia i odwłoka mają często ziarenkowaną powierzchnię, ale pozbawione są sklerotyzacji. Dziewiąte tergum zaopatrzone jest w proste urogomfy.
Rodzina ta obejmuje 11 rodzajów:
- Bradycycloxenus Arrow
- Cycloxenus Arrow
- Euxestoxenus Arrow
- Euxestus Wollaston
- Globoeuxestus Ślipiński
- Hypodacne LeConte
- Hypodacnella Ślipiński
- Metacerylon Grouvelle
- Metaxestus Ślipiński
- Protoxestus Sen Gupta et Crowson
- Pseudodacne Crotch